# Centaurea malatyensis
Centaurea malatyensis — вид квіткових рослин айстрових (Asteraceae). Ендемік Туреччини (східна Анатолія).
Він морфологічно подібний до C. leptophylla, але відрізняється передусім формою та розміром стебла, базального та стеблового листя, сім’янок, папусів та придатків філярій.